# Перша карлістська війна
Перша карлістська війна (ісп. Primera Guerra Carlista) — династичний міжусобний конфлікт в Іспанії, що тривав з 1833 до 1840 року.

## Передумови та причини виникнення

### Питання спадщини
1713 року Філіп V, перший король Іспанії з дому Бурбонів, бажаючи попередити можливість повернення трону Габсбургам, проголосив у країні Салічний закон, який проголошував незаконним спадкування іспанської корони жінками. Його правнук, король Фердинанд VII мав лише двох дочок: Ізабеллу та Луїсу Фернанду. Для того, щоб мати можливість передати престол Ізабеллі, він 10 червня 1830 прийняв так звану Прагматичну санкцію, що відновлювала традиційну іспанську систему спадкування престолу. У разі, якщо б санкція не була прийнята, престол мав би успадкувати брат короля, інфант Дон Карлос Старший. Він та його прибічники, такі як секретар юстиції Франсіско Тадео Каломарде, вимагали від короля змінити своє рішення. Однак хворий Фердинанд не поступився, й коли він помер 29 вересня 1833 року, трирічна Ізабелла стала законною королевою, а її мати Марія-Христина Бурбон-Сицилійська регенткою.
На початку XIX століття політична ситуація в Іспанії була надзвичайно складною. Під час війни за незалежність проти Наполеона кортеси зібрались у Кадісі 1812 року й розробили першу іспанську конституцію, одну з найсучасніших та найбільш ліберальних на той момент у світі. Після війни, повернувшись до країни, Фердинанд VII скасував її, ухваливши валенсійську декларацію. Таким чином в Іспанії було відновлено абсолютизм і знову почала діяти інквізиція, ліквідована Жозефом Бонапартом.
Під кінець свого життя Фердинанд пішов на деякі поступки лібералам, даючи їм надію на пом'якшення режиму. Однак існувала сильна абсолютистська партія, яка не бажала втрачати своє становище. Її члени, знаючи, що Марія-Христина та Ізабелла збираються реалізувати ліберальні реформи, шукали іншого кандидата на трон, і їхній природний вибір, що базувався на салічному законі, зупинився на доні Карлосе. За словами історика Бредлі Сміта
|  | Перша Карлістська війна велась не на підставі юридичної вимоги Дона Карлоса, але тому, що нестримна, міцна група іспанців схвалила повернення до свого роду абсолютної монархії, яка, як вони відчували, захистить їхні індивідуальні свободи (fueros), їхню регіональну індивідуальність та релігійний консерватизм. |

Сучасник так характеризував ту війну:
|  | Кристіноси та карлісти жадали крові одне одного з усім жорстоким запалом громадянської боротьби, натхненні пам’яттю про роки взаємних образ, жорстокості й помилок. Брат проти брата, батько проти сина, найкращий друг став найгіршим ворогом, священики проти власної пастви, рідня проти рідні. |

### Положення автономій

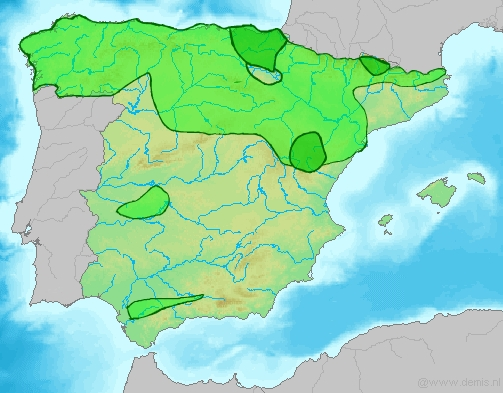
Зони, що контролювались карлістами (темно-зелений) та райони, де їх підтримувало населення (світло-зелений)

Автономії Арагону, Валенсії та Каталонії були ліквідовані у XVIII столітті декретами Нуева Планта. Ті декрети створили централізовану іспанську державу. Наварра, однак, зберегла своє самоврядування до 1833 року. Обурення проти втрати автономії було сильним, що надавало заколотникам опору у тих провінціях.
У той же час тривала тенденція на обмеження баскських фуерос, а також відбувалось переміщення митних кордонів у Піренеї. Починаючи з 1700-их років почалось послаблення старої баскської знаті та її впливу на торгівлю, що чинився за допомогою ордена єзуїтів. Населення провінції басків і Наварри підтримувало Карлоса через традиційну повагу до католицької церкви. Ідеологічно Карлос був до них набагато ближчим. Баски вважали, що у разі його перемоги форали збережуть свою силу. Аналогічно, в Каталонії й Арагоні народ вбачав у тій війні шанс відновити свої форальні права, втрачені після війни за іспанську спадщину. Карлос, однак, ніколи нічого з того приводу не обіцяв.
В цілому, карлісти мали силу у сільських районах та були слабкими у містах. Також на їхньому боці билось близько 250 іноземних добровольців: французькі монархісти, португальці-мегелісти, бельгійці, п'ємонтці та представники німецьких держав.

### Ліберали
З іншого боку, ліберали та помірковані, що об'єднались з метою захисту «нового ладу», контролювали державний апарат, майже всю армію та міста. Лібералів підтримували Велика Британія, Франція та Португалія. Надавалась як фінансова, так і військова підтримка. Британці відрядили Допоміжний легіон під командуванням генерала Джорджа де Ласі Еванса, Франція виділила частини свого іноземного легіону. Також частини регулярної армії надала Португалія. Ліберали мали достатню силу, щоб виграти війну за кілька місяців, однак неефективне командування та роззосередженість карлістських сил надали Карлосу час на консолідацію своїх військ і на те, щоб протриматись майже сім років у північних та східних провінціях.

## Перебіг війни

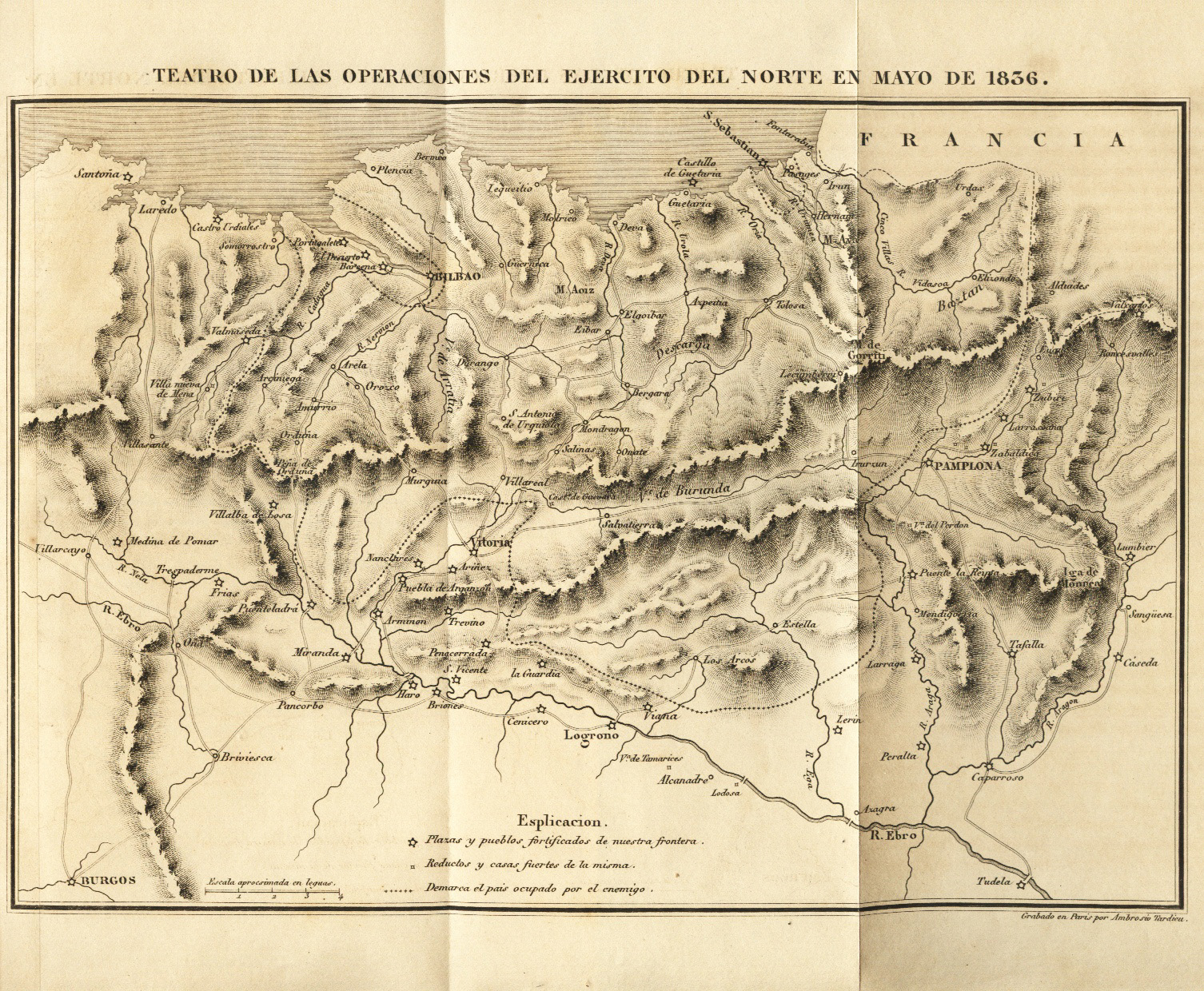
Операції армії лібералів на півночі країни, травень 1836

Під час тривалої та важкої війни карлістські сили домоглись важливих перемог на півночі під командуванням генерала Сумалакаррегі. Найбільш серйозною проблемою повстанців була відсутність коштів. Розраховуючи, що у разі захоплення Більбао він зможе отримати кредит у прусському чи російському банку, Карлос узяв місто в облогу. Під час облоги Сумалакаррегі зазнав поранення в ногу й помер 25 червня 1835 року. Низка істориків вважає підозрілими обставини смерті генерала, який мав противників при карлістському дворі.
1837 карлісти домоглись значного успіху, діставшись стін Мадрида, однак були змушені відступити після битви під Арансуекою.
Після смерті Сумалакаррегі ліберали повільно відігравали ініціативу, однак не могли здобути перемогу у війні до 1839 року. Її завершення відзначилось підписанням Вергарської угоди 31 серпня між генералом лібералів Бальдомеро Еспартеро й карлістським генералом Рафаелем Марото. На сході генерал Кабрера деякий час продовжував боротьбу, однак ніким не підтриманий, він був змушений тікати до Франції. Згодом він повернувся до країни, щоб взяти участь у другій карлістській війні.